# تخته‌سنگ سفلی
تخته‌سنگ سفلی، روستایی در دهستان بانش بخش بانش شهرستان بیضا در استان فارس ایران است.

## جمعیت
بر پایه سرشماری عمومی نفوس و مسکن در سال ۱۳۹۵، جمعیت این روستا برابر با ۲۲۲ نفر (۶۳ خانوار) بوده است.